# Saint-Vincent, Haute-Loire

Saint-Vincent este o comună în departamentul Haute-Loire, Franța. În 2009 avea o populație de 974 de locuitori.